# Teez Tabor
Jalen Tabor, detto Teez (Washington, 31 dicembre 1995), è un giocatore di football americano statunitense che milita nel ruolo di cornerback per i San Antonio Brahmas della United Football League (UFL).

## Carriera

### Detroit Lions
Tabor al college giocò a football con i Florida Gators dal 2014 al 2016. Fu scelto nel corso del secondo giro (53º assoluto) nel Draft NFL 2017 dai Detroit Lions. Il 12 maggio firmò un contratto quadriennale del valore di 4,82 milioni di dollari. Debuttò come professionista subentrando nella gara del quarto turno contro i Minnesota Vikings senza fare registrare alcuna statistica.

### San Francisco 49ers
Il 30 settembre 2019, Tabor firmò con la squadra di allenamento dei San Francisco 49ers.

### Chicago Bears
Il 23 dicembre 2020 Tabor firmò con la squadra di allenamento dei Chicago Bears.

### Atlanta Falcons
Il 17 marzo 2022 Tabor firmò con gli Atlanta Falcons. Nell pre-stagione giocò come safety di riserva e cornerback, oltre che negli special team. Fu svincolato il 30 agosto 2022, dopo di che rifirmó per la squadra di allenamento.